# Tricky Meets South Rakkas Crew
Tricky Meets South Rakkas Crew — сборник ремиксов британского музыканта Tricky, выпущенный в 30 ноября 2009 года.

## Об альбоме
В альбом вошли ремиксы созданные американским дуэтом South Rakkas Crew на композиции с предыдущего альбома Tricky Knowle West Boy. Коллектив из Флориды был известен своей работой с дэнсхолл-артистами Sizzla и Beenie Man и специализировался на создании танцевальной музыки.
Киллиан Фокс (The Guardian) отметил первую композицию альбома «Bacative», выделяющуюся «радиоактивным басом», но посетовал, что по мере прослушивания впечатление от пластинки ослабевает, предположив, что её стоило издать в виде более короткого мини-альбома. Майк Дайвер (BBC) отметил, что несмотря на происхождение альбома, он выглядит оригинальной работой, а не списком ремиксов.

## Список композиций
1. «Bacative» — 04:18
2. «C’mon Baby» — 03:58
3. «Cross To Bear» — 04:12
4. «Baligaga» — 03:52
5. «Far Away» — 04:55
6. «Joseph» — 04:38
7. «Coalition» — 03:55
8. «Slow» — 04:07
9. «Numb» — 06:09
10. «Baligaga» (Dub) — 03:20[3]

## Участники записи
- Tricky — продюсер
- South Rakkas Crew — ремиксы